# Fotolia
Fotolia est un ancien site Web d'échange de photographies numériques qui permettait aux photographes de vendre directement leurs images à leurs clients. Le service était disponible en plusieurs langues : allemand, anglais, français, espagnol, italien, portugais, japonais et polonais. Fotolia était implanté à New York, Washington et Paris. En 2014, Adobe a acquis Fotolia. Le 5 novembre 2019, Adobe Stock a remplacé Fotolia.

## Histoire
L'entreprise a été fondée en novembre 2004 par Thibaud Elzière et a lancé son site en version Beta au printemps 2005 pour être pleinement opérationnel le 9 novembre 2005. En août 2006, son rang sur Alexa était de 3 761 avec 130 000 membres inscrits et 1,1 million de photos. En août 2008, Fotolia dépassait 4 millions de contenus en ligne, et atteint désormais plus de 34 millions d'images et de vidéos.
En décembre 2014, Adobe acquiert Fotolia pour 800 millions de dollars (environ 643 millions d’euros à la date de la transaction), dans le but de l'intégrer à sa solution Creative Cloud. La transaction devait se réaliser début 2015. La banque d’image, qui revendique cinq millions de membres, continuerait à fonctionner de manière indépendante. 
Le 5 novembre 2019, Adobe a fermé Fotolia et a proposé à ses membres de basculer sur Adobe Stock.

## Présentation
En créant une place de marché direct entre utilisateurs pour des banques d'images, Fotolia tente de créer un concurrent sérieux aux agences d'images telles que Getty Images, GraphicObsession ou Corbis. Fotolia suit une idée de diffusion commerciale des banques d'images initiée par iStockphoto quelque temps plus tôt. D'autres services similaires ont également été lancés comme LicencePhoto, stock.xchng, Stockxpert, Pond5, Shutterstock, Getty Images, aonati, etc. Il existe ainsi une multitude d'offres de banques d'images sur internet avec différents types de licences.
Fotolia se différencie cependant par une approche internationale, la taille de son stock et des prix inférieurs à ses concurrents. L'entreprise est implantée dans 23 pays et utilise 8 langues (anglais, allemand, français, espagnol, italien, portugais, japonais et polonais).
Les images proposées par Fotolia sont illustratives et ne sont pas des photographies journalistiques.

## Stratégie
La stratégie de Fotolia s'inscrit comme une technologie de rupture. En offrant des photographies libres de droits, l'entreprise crée une rupture « par le bas » et s'adresse à tous les clients qui n'ont pas besoin de tous les services beaucoup plus chers des banques d'images traditionnelles. Le prix des images sur Fotolia reflète cette stratégie de rupture puisque chaque photo est vendue à un prix très bas : le prix de base est d'un crédit pour un usage sur Internet et de deux crédits pour un usage imprimé, le crédit valant un euro. Il existe en plus une section d'images gratuites qui sont financées par la publicité. Dans le droit français, l'auteur d'une image en est le seul propriétaire et une cession ne peut être forfaitaire.
Fotolia propose également des API qui permettent à des sites extérieurs de piocher dans la base d'images. D'autres sites (comme Snaparazzi.eu, Inversible.info ou encore Photos-shop.org) proposent les photos payantes de Fotolia en version allégée en utilisant l'API de Fotolia. Ils se rémunèrent sur les affiliés qu'ils génèrent et avec les publicités Adsense qu'ils affichent. Ainsi ils accroissent la présence de Fotolia sur Internet et en contrepartie Fotolia reverse un pourcentage sur des ventes et achats de photos faites par l'intermédiaire de ces sites. Par contre, ces sites n'apportent aucun contenu propre.

## Équipe dirigeante
- Thibaud Elzière, CEO fondateur
- Oleg Tscheltzoff, Président fondateur, ancien de Amen
- Patrick Chassany, fondateur, ancien de Amen
- Guillaume le Bleis, Manager France
- Chad Bridwell, Manager États-Unis